# 라오스의 행정 구역
라오스의 행정 구역은 1개의 부(라오어: ນະຄອນຫຼວງ 나콘루앙)와 17개의 주(라오어: ແຂວງ 쾡)로 구성된다. 위앙짠부는 1989년에 위앙짠도에서 분리되어 신설되었고, 1994년에 비엔티안도와 시앙쾅도에서 분리된 지역이 특별구(라오어: ເຂດພິເສດ 켓피셋)로 승격되었다가 2006년에 사이솜분도로 개편되었다.

## 행정 구역의 구분
라오스는 행정 구역이 3단계로 구분된다. 주의 아래에는 군(라오어: ເມືອງ 므앙)과 면(라오어: ບ້ານ 반)을 둔다.
| 구분 | 제1경역                | 제2경역        | 제3경역     |
| ---- | ---------------------- | -------------- | ----------- |
| 종류 | 부 (ນະຄອນຫຼວງ 나콘루앙) | 군 (ເມືອງ 므앙) | 면 (ບ້ານ 반) |
| 종류 | 주 (ແຂວງ 쾡)           | 군 (ເມືອງ 므앙) | 면 (ບ້ານ 반) |

## 라오스의 주

라오스의 행정 구역

| 이름         | 부도·주도    | ISO   | 지도 |
| ------------ | ------------ | ----- | ---- |
| 루앙남타주   | 루앙남타     | LA-LM |      |
| 루앙파방주   | 루앙파방     | LA-LP |      |
| 보깨오주     | 후아이사이   | LA-BK |      |
| 볼리캄사이주 | 빡산         | LA-BL |      |
| 사이냐불리주 | 사이냐불리   | LA-XA |      |
| 사완나켓주   | 까이손폼위한 | LA-SV |      |
| 살라완주     | 살라완       | LA-SL |      |
| 사이솜분주   | 아누웡       | LA-XS |      |
| 세꽁주       | 세꽁         | LA-XE |      |
| 시앙쾅주     | 폰사완       | LA-XI |      |
| 앗따쁘주     | 앗따쁘       | LA-AT |      |
| 우돔사이주   | 므앙사이     | LA-OU |      |
| 비엔티안주   | 폰홍         | LA-VI |      |
| 비엔티안부   | 위앙짠       | LA-VT |      |
| 짬빠삭주     | 빡세         | LA-CH |      |
| 캄무안주     | 타켁         | LA-KH |      |
| 퐁살리주     | 퐁살리       | LA-PH |      |
| 후아판주     | 삼느아       | LA-HO |      |

## 같이 보기
- 라오스의 지리